# Philippino-Canadiens
Les Philippino-Canadiens (en anglais : Filipino Canadians et en philippin : Pilipinong Kanadyense) sont des Canadiens d'ascendance philippine. Lors du recensement de 2016, 780 125 personnes se déclarent comme Philippino-Canadiens, soit 2,3 % de la population totale.

## Démographie
| Province                  | Nombre  | % population |
| ------------------------- | ------- | ------------ |
| Alberta                   | 166 200 | 4,2 %        |
| Colombie-Britannique      | 145 030 | 3,2 %        |
| Île-du-Prince-Édouard     | 670     | 0,5 %        |
| Nouveau-Brunswick         | 1 980   | 0,3 %        |
| Nouvelle-Écosse           | 3 400   | 0,4 %        |
| Nunavut                   | 230     | 0,6 %        |
| Ontario                   | 311 670 | 2,4 %        |
| Québec                    | 34 910  | 0,4 %        |
| Manitoba                  | 79 820  | 6,4 %        |
| Saskatchewan              | 32 340  | 3 %          |
| Terre-Neuve-et-Labrador   | 1 390   | 0,3 %        |
| Territoires du Nord-Ouest | 1 025   | 2,5 %        |
| Yukon                     | 1 195   | 3,4 %        |
| Total                     | 780 130 | 2,3 %        |